# 太白金钱槭
太白金钱槭（学名：Dipteronia sinensis var. taipeiensis）为槭树科金钱槭属下的一个变种。

## 扩展阅读
- 維基物種上的相關：太白金钱槭